# Cantonul Méry-sur-Seine
Cantonul Méry-sur-Seine este un canton din arondismentul Nogent-sur-Seine, departamentul Aube, regiunea Champagne-Ardenne, Franța.

## Comune
| Comune                | Populație (1999) | Cod poștal | Cod INSEE |
| --------------------- | ---------------- | ---------- | --------- |
| Bessy                 | 131              | 10170      | 10043     |
| Boulages              | 230              | 10380      | 10052     |
| Champfleury           | 156              | 10700      | 10075     |
| Chapelle-Vallon       | 191              | 10700      | 10082     |
| Charny-le-Bachot      | 172              | 10380      | 10086     |
| Châtres               | 593              | 10510      | 10089     |
| Chauchigny            | 252              | 10170      | 10090     |
| Droupt-Saint-Basle    | 297              | 10170      | 10131     |
| Droupt-Sainte-Marie   | 234              | 10170      | 10132     |
| Étrelles-sur-Aube     | 130              | 10170      | 10144     |
| Fontaine-les-Grès     | 893              | 10280      | 10151     |
| Les Grandes-Chapelles | 360              | 10170      | 10166     |
| Longueville-sur-Aube  | 133              | 10170      | 10207     |
| Méry-sur-Seine        | 1 394            | 10170      | 10233     |
| Mesgrigny             | 229              | 10170      | 10234     |
| Plancy-l'Abbaye       | 949              | 10380      | 10289     |
| Prémierfait           | 99               | 10170      | 10305     |
| Rhèges                | 214              | 10170      | 10316     |
| Rilly-Sainte-Syre     | 242              | 10280      | 10320     |
| Saint-Mesmin          | 830              | 10280      | 10353     |
| Saint-Oulph           | 194              | 10170      | 10356     |
| Salon                 | 152              | 10700      | 10365     |
| Savières              | 895              | 10600      | 10368     |
| Vallant-Saint-Georges | 376              | 10170      | 10392     |
| Viâpres-le-Petit      | 121              | 10380      | 10408     |